# 261

261(이백육십일)은 260보다 크고 262보다 작은 자연수다.

## 수학
- 합성수로, 그 약수는 1, 3, 9, 29, 87, 261이다. 진약수의 합은 129이므로, 261은 부족수다.
- 9번째 구각수다. 앞의 구각수는 204, 다음은 325다.
- {\displaystyle 261=6^{2}+15^{2}}
  - 서로 다른 두 자연수의 제곱합으로 나타낼 수 있는 수다.
- {\displaystyle 261=6^{2}+9^{2}+12^{2}}
  - 공차가 3인 세 자연수의 제곱합으로 나타낼 수 있는 수다. 이 성질을 지닌 앞의 수는 210, 다음 수는 318이다.
  - 연속하는 세 개의 {\displaystyle 3n}({\displaystyle n}은 자연수)의 제곱합으로 나타낼 수 있으며, 이 성질을 지닌 앞의 수는 126, 다음 수는 450이다.
- {\displaystyle 28^{2}-1}은 261로 나누어떨어진다.

## 과학
- NGC 261(영어판): 큰부리새자리 방향에 있는 무정형 성운.

## 교통
- 고속도로 및 국도
  - 유럽 고속도로 261호선(영어판): 폴란드 브로츠와프에서 시비에치에(영어판)까지 이어지는 유럽 고속도로.
  - 아우토반 261호선(영어판, 독일어판): 독일의 고속도로.
  - 일본 261번 국도(일본어판): 히로시마현 히로시마시 나카구에서 시마네현 고쓰시까지 이어지는 일본의 국도.
- 기타 도로
  - 현도 제261호선

## 군사
- U-261(영어판, 독일어판): 제2차 세계 대전에 사용된 나치 독일의 군용 잠수함.

## 문화유산
- 대한민국의 국보 제261호: 백자 유개항아리
- 대한민국의 보물 제261호: 권벌 충재일기
- 대한민국의 사적 제261호: 김해 예안리 고분군

## 방송
- B tv의 NBS 한국농업방송 채널 번호.

## 기타
- 연도: 261년, 기원전 261년